# Stemonurus
Stemonurus là một chi thực vật có hoa trong họ Stemonuraceae.

## Loài
Chi Stemonurus gồm các loài: